# محمد حياة السندي
مُحَمَّدٌ حَيَاةُ بْنُ إِبْرَاهِيمَ السِّنْدِيُّ نزيلُ المدينة المنورة (?–1163 هـ) فقيه حنفي ومن أهل التصوف على الطريقة النقشبندية ومن شيوخ محمد بن عبد الوهاب.

## تصانيفه
- شرح الأربعين النووية
- شرح الترغيب والترهيب للمنذري
- شرح الحكم الحدادية
- شرح الحكم العطائية
- شرح مختصر الزواجر لابن حجر
- فتح الغفور في وضع الايدي علي الصدور
- دره في اظهار غش نقد الصرة
- حكم إعفاء اللحى
- تحفة الأنام في العمل بحديث النبي عليه الصلاة والسلام في رد التقليد

## من تلاميذه
- أحمد بن عبد الرحمن الشامي قاضي القضاة في دولة الإمامة القاسمية (الزيدية) في اليمن زمن الإمام المتوكل القاسم بن حسين والإمام المنصور حسين والإمام المهدي عباس (توفى 1166هجري/1753م)
- محمد بن عبد الوهاب
- محمد الصنعاني صاحب (سبل السلام)
- آزاد البلكرامي[2]
- محمد بن أحمد السفاريني
- عبد الكريم الشراباتي[3]